# Luc Mbah a Moute
Luc Richard Mbah a Moute, né le 9 septembre 1986 à Yaoundé au Cameroun, est un joueur camerounais de basket-ball évoluant aux postes d'ailier et d'ailier fort.

## Biographie
Après trois saisons avec l'équipe universitaire des Bruins d'UCLA (au cours desquelles son équipe atteint à chaque fois le Final Four basket-ball NCAA), il est choisi en 37e position lors de la draft 2008 par les Bucks de Milwaukee. Bon rebondeur, défenseur robuste, il s'impose d'emblée dans la rotation des Bucks. Le jeu de Luc se caractérise par une défense très rugueuse et rigoureuse; ce qui fait de lui l'un des meilleurs défenseurs de NBA.
À l'été 2013, durant la période des transferts de la NBA, Milwaukee décide de se séparer de Luc Mbah a Moute, celui-ci ayant eu un bilan mitigé depuis son arrivée dans la franchise, et il rejoint donc les Kings de Sacramento avec un contrat de 8 millions de dollars sur deux ans, Milwaukee récupère deux seconds tours de draft en échange.
En novembre 2013, il est envoyé aux Timberwolves du Minnesota dans un échange contre Derrick Williams. Il y a retrouvé son ancien coéquipier d'UCLA, Kevin Love, avec qui il a joué la saison 2007-2008 de NCAA.
En août 2014, Mbah a Moute fait partie d'un échange entre les Wolves, les Cavaliers de Cleveland et les 76ers de Philadelphie. Il part aux 76ers avec Alexeï Chved tandis qu'Andrew Wiggins, Anthony Bennett et Thaddeus Young arrivent aux Wolves et Kevin Love part à Cleveland.
En avril 2015, il investit financièrement dans le Besançon Avenir Comtois Racing Club, dont il est nommé président d'honneur.
Le 13 juillet 2015, il revient aux Kings de Sacramento. Mais, la visite médicale ne se passe pas bien et le contrat est annulé.
Le 8 avril 2019, il est coupé par les Clippers de Los Angeles.
Le 2 juillet 2020, il rejoint les Rockets de Houston pour la fin de saison.

## Statistiques

### Universitaires
Les statistiques de Luc Mbah a Moute en matchs universitaires sont les suivantes :
| Année     | Équipe | Matchs | Titul. | Min./m. | %tir   | %3pts  | %l-f   | rbds/m. | pass/m. | int/m. | ctr/m. | pts/m. |
| --------- | ------ | ------ | ------ | ------- | ------ | ------ | ------ | ------- | ------- | ------ | ------ | ------ |
| 2005–2006 | UCLA   | 39     | 36     | 29,5    | 53,8 % | 13,2 % | 72,3 % | 8,15    | 1,33    | 1,10   | 0,56   | 9,08   |
| 2006–2007 | UCLA   | 35     | 35     | 29,9    | 49,2 % | 34,5 % | 57,0 % | 7,34    | 1,86    | 1,66   | 0,83   | 8,20   |
| 2007–2008 | UCLA   | 33     | 33     | 29,0    | 47,8 % | 20,0 % | 68,9 % | 6,00    | 1,55    | 1,03   | 0,45   | 8,79   |
| Total     | Total  | 107    | 104    | 29,5    | 50,3 % | 21,7 % | 66,8 % | 7,22    | 1,57    | 1,26   | 0,62   | 8,70   |

### Professionnelles

#### Saison régulière
Les statistiques de Luc Mbah a Moute en match de saison régulière sont les suivantes :
| Année   | Équipe                    | Matches | Titul. | Min./m. | %tir | %3pts | %l-f | rbds/m. | pass/m. | int/m. | ctr/m. | pts/m. |
| ------- | ------------------------- | ------- | ------ | ------- | ---- | ----- | ---- | ------- | ------- | ------ | ------ | ------ |
| 2008–09 | Bucks de Milwaukee        | 82      | 52     | 25,8    | 46,2 | 0,0   | 72,9 | 5,94    | 1,06    | 1,06   | 0,55   | 7,24   |
| 2009–10 | Bucks de Milwaukee        | 73      | 62     | 25,6    | 48,0 | 35,3  | 69,9 | 5,48    | 1,11    | 0,82   | 0,53   | 6,21   |
| 2010–11 | Bucks de Milwaukee        | 79      | 52     | 26,5    | 46,3 | 0,0   | 70,7 | 5,32    | 0,86    | 0,91   | 0,35   | 6,70   |
| 2011–12 | Bucks de Milwaukee        | 43      | 22     | 23,5    | 51,0 | 25,0  | 64,1 | 5,28    | 0,67    | 0,93   | 0,51   | 7,74   |
| 2012–13 | Bucks de Milwaukee        | 58      | 45     | 22,9    | 40,1 | 35,1  | 57,1 | 4,41    | 0,95    | 0,72   | 0,24   | 6,67   |
| 2013–14 | Kings de Sacramento       | 9       | 5      | 21,8    | 44,7 | 21,4  | 68,5 | 2,16    | 0,38    | 0,38   | 0,16   | 3,35   |
| 2013–14 | Timberwolves du Minnesota | 55      | 2      | 14,7    | 46,9 | 33,3  | 69,2 | 3,00    | 1,67    | 1,00   | 0,56   | 4,44   |
| 2014–15 | Sixers de Philadelphie    | 67      | 61     | 28,6    | 39,5 | 30,7  | 58,9 | 4,9     | 1,58    | 1,21   | 0,31   | 9,85   |
| Total   | Total                     | 466     | 301    | 24,3    | 44,4 | 29,9  | 66,5 | 4,86    | 0,99    | 0,88   | 0,39   | 6,82   |

#### Playoffs
Les statistiques de Luc Mbah a Moute en match de playoffs sont les suivantes :
| Année | Équipe             | Matches | Titul. | Min./m. | %tir | %3pts | %l-f | rbds/m. | pass/m. | int/m. | ctr/m. | pts/m. |
| ----- | ------------------ | ------- | ------ | ------- | ---- | ----- | ---- | ------- | ------- | ------ | ------ | ------ |
| 2010  | Bucks de Milwaukee | 7       | 7      | 25,5    | 52,0 | 0,0   | 60,0 | 5,57    | 0,71    | 0,29   | 0,00   | 9,14   |
| 2013  | Bucks de Milwaukee | 4       | 4      | 33,9    | 43,5 | 0,0   | 72,2 | 3,50    | 1,75    | 1,00   | 0,00   | 8,25   |
| Total | Total              | 11      | 11     | 28,5    | 49,3 | 0,0   | 65,8 | 4,82    | 1,09    | 0,55   | 0,00   | 8,82   |

## Records personnels sur une rencontre de NBA
Les records personnels de puisque Luc Mbah a Moute, officiellement recensés par la NBA sont les suivants :
| Type de statistique        | Saison régulière | Saison régulière           | Saison régulière  | Playoffs | Playoffs         | Playoffs      |
| Type de statistique        | Record           | Adversaire                 | Date              | Record   | Adversaire       | Date          |
| -------------------------- | ---------------- | -------------------------- | ----------------- | -------- | ---------------- | ------------- |
| Points                     | 22               | @ Warriors de Golden State | 16 mars 2012      | 15       | @ Jazz de l'Utah | 21 avril 2017 |
| Paniers marqués            | 10               | @ Warriors de Golden State | 16 mars 2012      | 6        | @ Jazz de l'Utah | 21 avril 2017 |
| Paniers tentés             | 21               | @ Thunder d'Oklahoma City  | 4 mars 2015       | 9        | 3 fois           | 3 fois        |
| Paniers à 3 points réussis | 4                | Timberwolves du Minnesota  | 18 janvier 2018   | 2        | Jazz de l'Utah   | 15 avril 2017 |
| Paniers à 3 points tentés  | 7                | 2 fois                     | 2 fois            | 4        | Jazz de l'Utah   | 15 avril 2017 |
| Lancers francs réussis     | 13               | Knicks de New York         | 20 mars 2011      | 6        | Heat de Miami    | 25 avril 2013 |
| Lancers francs tentés      | 13               | Knicks de New York         | 20 mars 2011      | 8        | Heat de Miami    | 25 avril 2013 |
| Rebonds offensifs          | 11               | @ Warriors de Golden State | 3 février 2011    | 3        | 4 fois           | 4 fois        |
| Rebonds défensifs          | 10               | Raptors de Toronto         | 5 janvier 2009    | 6        | Hawks d'Atlanta  | 30 avril 2010 |
| Rebonds totaux             | 19               | @ Warriors de Golden State | 3 février 2011    | 8        | 2 fois           | 2 fois        |
| Passes décisives           | 6                | @ Cavaliers de Cleveland   | 14 décembre 2012  | 3        | Heat de Miami    | 28 avril 2013 |
| Interceptions              | 6                | Wizards de Washington      | 3 avril 2018      | 3        | 3 fois           | 3 fois        |
| Contres                    | 4                | @ Hawks d'Atlanta          | 23 janvier 2017   | 2        | Jazz de l'Utah   | 30 avril 2017 |
| Balles perdues             | 6                | Heat de Miami              | 1er novembre 2014 | 2        | 5 fois           | 5 fois        |
| Minutes jouées             | 47               | Bobcats de Charlotte       | 27 novembre 2010  | 40       | Heat de Miami    | 28 avril 2013 |

- Double-double : 24
- Triple-double : 0

Dernière mise à jour : 25 septembre 2020

## Vie privée
Il est le fils de Camille Moute à Bidias[réf. nécessaire].
En tant que fils du chef du village camerounais de Biamesse (proche de Yaoundé), Luc Mbah a Moute est le prince dudit village. Il est jumeau, son frère Emmanuel Bidias a Mouté a pratiqué aussi le basket-ball de haut niveau, dans l'équipe des Bobcats de Texas State University.